# Języki tungusko-mandżurskie

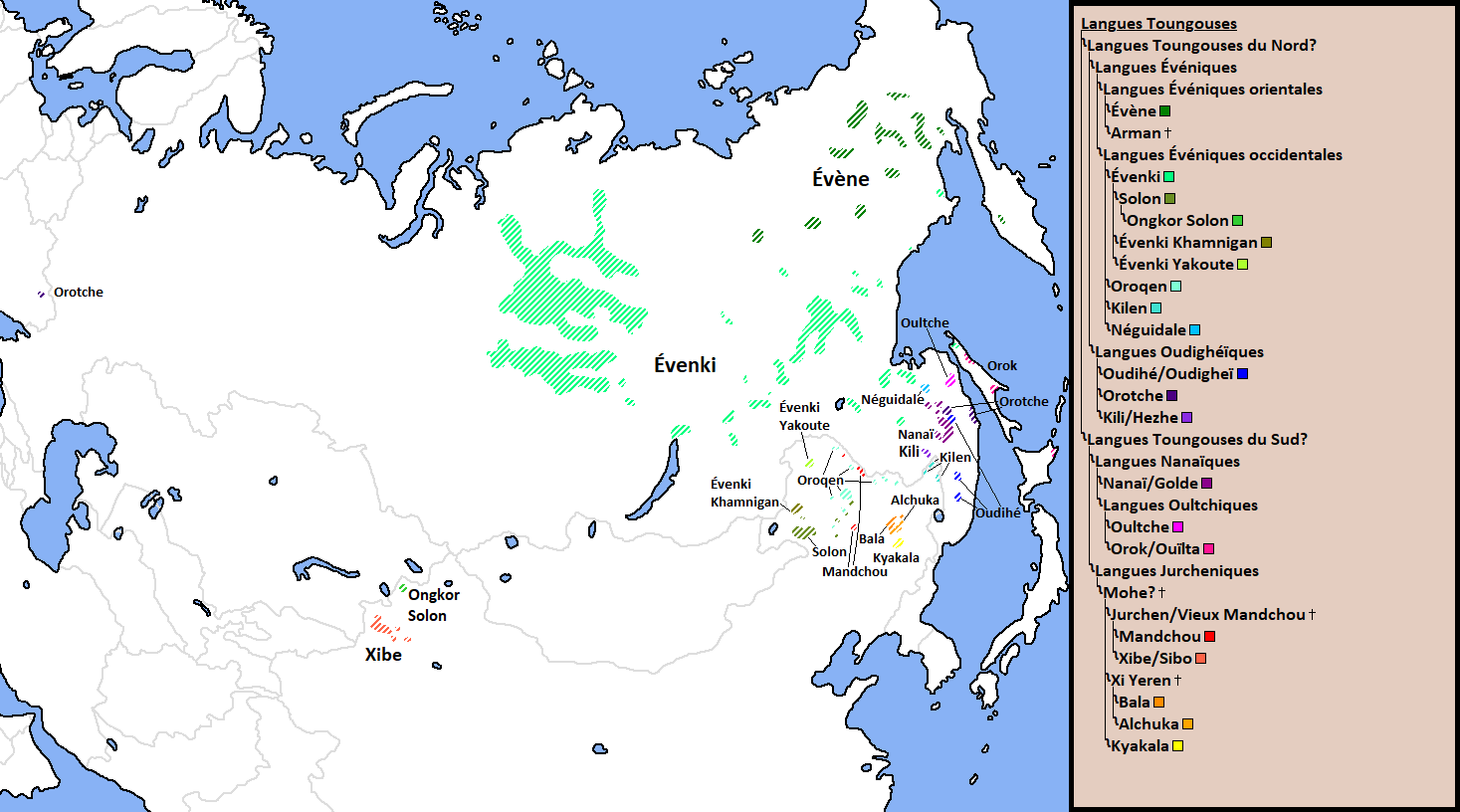
Rozprzestrzenienie języków tunguskich

Języki tungusko-mandżurskie (języki tunguskie, języki mandżursko-tunguskie) – podrodzina języków ałtajskich, którymi posługuje się kilkadziesiąt tysięcy osób zamieszkujących rozległe obszary wschodniej Syberii oraz rosyjskiego i chińskiego Dalekiego Wschodu. Dzieli się na dwie grupy: tunguską i mandżurską. Językom tym, ze względu na postępującą asymilację, grozi wymarcie.

## Klasyfikacja języków tungusko-mandżurskich

### Dawna
języki uralo-ałtajskie
języki ałtajskie (ok. 152 mln)
języki tungusko-mandżurskie (ok. 75 tys.)
języki tunguskie (ok. 39 tys.)
ewenkijski (ok. 30 tys.)
eweński (lamucki) (ok. 7,5 tys.)
negidalski
orocki
języki mandżurskie
mandżurski (ok. 0,1 tys.)
nanajski (goldyjski) (ok. 6 tys.)
udehejski
ulczyjski
orokański
oroczański
sybeński (ok. 30 tys.)

### Najnowsza
Poniższej klasyfikacji użyto m.in. w Ethnologue:
| Grupy i języki                                      | Liczba mówiących                                    | Kraje                                               |
| Języki północnotunguskie (ewonkijskie, syberyjskie) | Języki północnotunguskie (ewonkijskie, syberyjskie) | Języki północnotunguskie (ewonkijskie, syberyjskie) |
| --------------------------------------------------- | --------------------------------------------------- | --------------------------------------------------- |
| Języki eweńskie                                     |                                                     |                                                     |
| eweński (lamucki)                                   | 5 660                                               | Rosja                                               |
| Języki ewenkijskie                                  |                                                     |                                                     |
| ewenkijski (soloński, tunguski)                     | 16 800                                              | Rosja, Chiny                                        |
| orocki                                              | 1 200                                               | Chiny                                               |
| Języki negidalskie                                  |                                                     |                                                     |
| negidalski                                          | 74                                                  | Rosja                                               |
| Języki południowotunguskie (amurskie, nanijskie)    |                                                     |                                                     |
| Języki południowowschodniotunguskie                 |                                                     |                                                     |
| Języki nanajskie                                    |                                                     |                                                     |
| nanajski (goldyjski, goldzki, hedżeński)            | 1 390                                               | Rosja, Chiny                                        |
| orokański                                           | 50                                                  | Rosja                                               |
| ulczyjski                                           | 150                                                 | Rosja                                               |
| Języki udegejskie                                   |                                                     |                                                     |
| oroczański (oroczyński)                             | 8                                                   | Rosja                                               |
| udehejski (udegejski)                               | 100                                                 | Rosja                                               |
| Języki południowozachodniotunguskie (mandżurskie)   |                                                     |                                                     |
| mandżurski                                          | 20                                                  | Chiny                                               |
| sybeński (sibo)                                     | 30 000                                              | Chiny                                               |
| dżurdżeński                                         | 0                                                   | Chiny                                               |